# Tengwar
Tengwar je písmo vytvořené J. R. R. Tolkienem. Ten kolem všech písem a jazyků vystavěl literární svět. Budeme-li se držet příběhů, jsou tengwar starobylé znaky, které vynalezl moudrý noldorský elf jménem Fëanor. Předchůdcem tohoto písma byly Rúmilovy sarati. 
Znaky Tengwaru nejsou uspořádány jen tak, ale existuje mezi nimi řada vztahů, podobně jako mezi prvky v Mendělejevově tabulce chemických prvků. Vše se podrobněji píše v dodatku knihy Návratu krále.
Rozdělujeme jej na Tengwar, jež zastupují souhlásky, a Tehtar, zastupující samohlásky, přídech, sykavky a podobně. Samotné slovo tengwar znamená v quenijštině „písmena“ (jedná se o množné číslo, jednotné číslo je tengwa). 

## Tengwar

### Základní písmena
Každou tengwu (základní) tvoří telco („nožička“, pl. telcor) a jeden nebo dva lúvar („obloučky“, sg. lúva)

## Tehtar
Tehtar jsou znaky, které se píší nad nebo pod Tengwar (a někdy dovnitř). Nejčastěji znázorňují samohlásky, ale některé mají i jiný význam. V jazycích jako quenijština, v nichž většina slov končí samohláskou, se tehta kladla nad předcházející souhlásku, v jazycích jako sindarština, v nichž většina slov končila souhláskou, se kladla nad následující souhlásku. Chceme-li, nebo není-li to jinak možné, můžeme psát samohlásky jednotlivě. V tom případě píšeme krátké samohlásky nad krátké nosiče. Dlouhé samohlásky byly obvykle znázorněny položením tehty nad dlouhý nosič. Stejnému účelu však sloužila i zdvojená tehta. To však bylo časté jen u kudrlinek a někdy u akutu.